# Trigger (batterie)
 (décembre 2018).
Si vous disposez d'ouvrages ou d'articles de référence ou si vous connaissez des sites web de qualité traitant du thème abordé ici, merci de compléter l'article en donnant les références utiles à sa vérifiabilité et en les liant à la section « Notes et références ».
Pour les articles homonymes, voir Trigger.

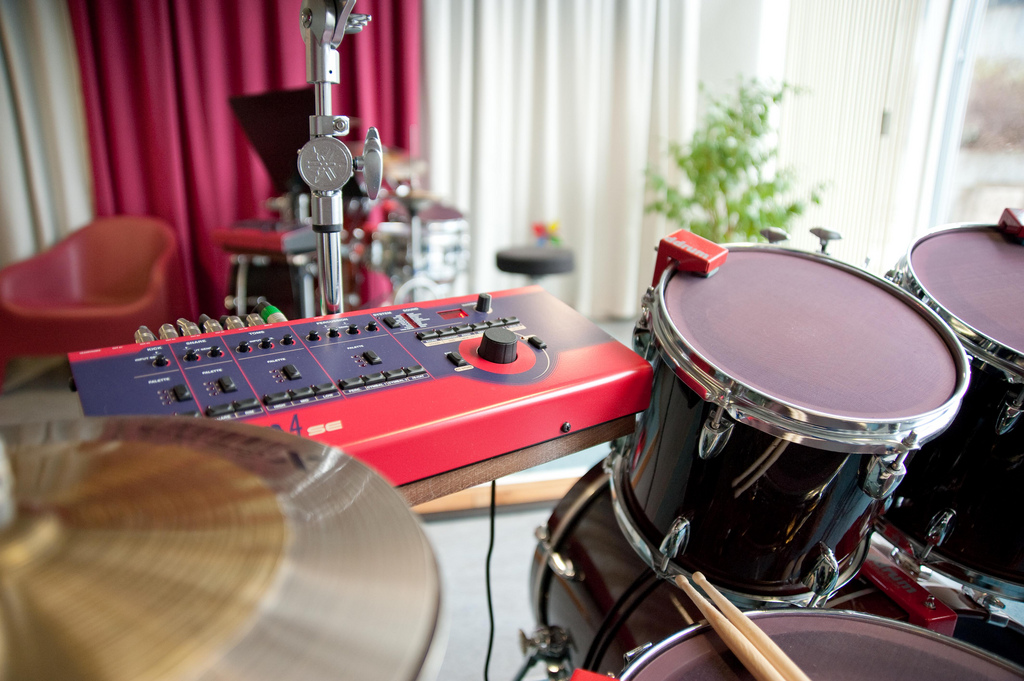
Triggers utilisés sur les toms, la et la caisse claire.

En musique, un trigger pour batterie est un capteur placé contre une ou plusieurs peaux de frappe (les peaux qui reçoivent l'impact des battes ou baguettes) de l'instrument. Ce capteur convertit alors l'impact sur la peau en signal électrique. Le signal est ensuite envoyé à un module expandeur qui déclenche un son. Les matériels spécialisés trig/expandeur ont des latences de traitement suffisamment faibles pour être imperceptibles à l'oreille humaine.
Très utilisé dans les jeux extrêmes de batterie comme le métal, l'utilisation de triggers et de modules de son permet soit de renforcer l'impact à la frappe et de rendre plus détaillé un motif rapide, éventuellement en mélangeant le son naturel et le son "triggué", soit de garantir un niveau sonore élevé même lorsque la vitesse de frappe, par exemple sur une nappe de double pédale, exclut de pouvoir appliquer suffisamment de force sur la peau de frappe pour que l'impact soit puissant.
Les premiers modèles de triggers n'acceptaient que très peu de niveau de pression et faisaient invariablement sonner l'instrument comme une boite à rythmes. Les triggers actuels acceptent et captent plusieurs niveaux de pression sur les peaux permettant de conserver un jeu un minimum naturel. Les modules récents sont capables de produire des sons de frappe suffisamment "naturels" pour tromper l'oreille.
Les marques les plus connues fabriquant des triggers et des modules de batterie sont Ddrum, Roland, Yamaha.